# إيكولوجية الحديقة الصناعية

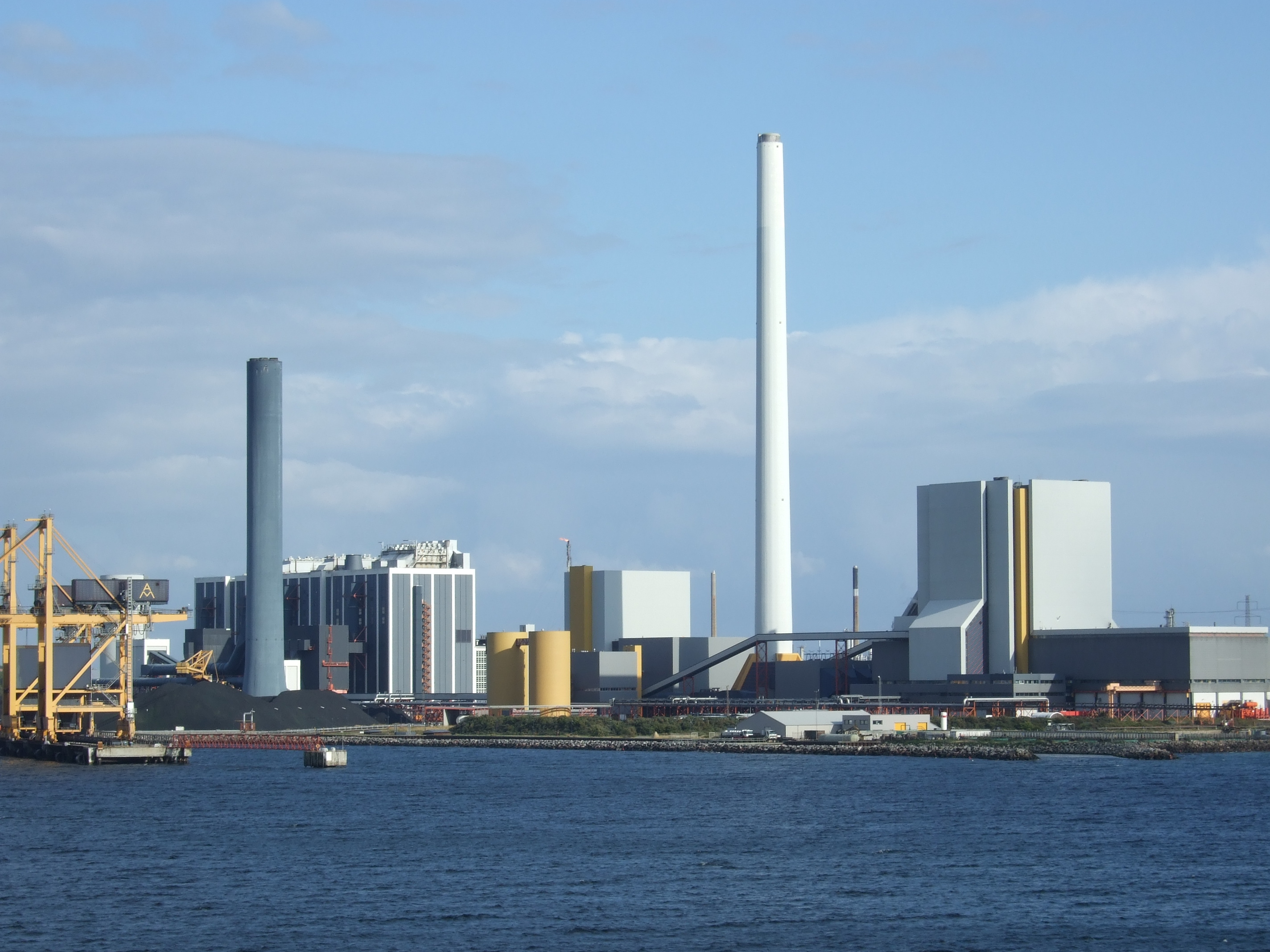

ايكولوجية الحديقة الصناعية (ا.ح.ص) هو مجمع صناعي للشركات تتعاون مع بعضها البعض ومع المجتمع المحلي وذلك في محاولة للحد من الهدر والتلوث، وبكفاءة عالية في تقاسم الموارد (مثل المعلومات، المواد، المياه، الطاقة، البنية التحتية، والموارد الطبيعية)، وتساعد على تحقيق التنمية المستديمة، مع الانتباه إلى المكاسب الاقتصادية المتزايدة وتحسين نوعية البيئة. ايكولوجية الحديقة الصناعية ممكن ان تكون خططت وصممت وبنيت في طريقة تجعل التعاون بين الشركات أسهل، وهذا يؤدي إلى التحسن المالي، والمشاريع الصديقة للبيئة للمطورين.
كتيب ايكولوجية الحديقة الصناعية  ينص على أن
«ايكولوجية الحديقة الصناعة هو مجتمع من الصناعات التحويلية والخدماتية يقعان معاً على اساس الخواص المشتركة، اعضائها يبحثون عن بيئة واقتصاد واداء اجتماعي معزز عن طريق التعاون في إدارة القضايا البيئية والموارد.»
استنادا إلى مفاهيم البيئة الصناعية، فإن الاستراتيجيات التعاونية لا تشمل فقط خلق نوع من التفاعل المنتج («تحويل النفايات إلى علف»)، ولكن يمكن أيضا أن تتخذ الاشكال التالية: مياه الصرف الصحي والخدمات اللوجستية المشتركة والشحن ومرافق استقبال، مواقف السيارات العامة، الكتل التكنولوجية الشرائية الخضراء، المباني التحديثية الخضراء متعددة الشركاء، أنظمة طاقة المناطق، ومراكز التعليم والموارد المحلية. هذا هو أحد التطبيقات لهذا النظام الممنهج، والذي تكون فيه التصاميم والعمليات/الانشطة مكاملة لمجموعة محددة من الاهداف.
ايكولوجية الحديقة الصناعية يمكن تطويرها كمشاريع تأسيس الأراضي، حيث أن نوايا الايكولوجية ظاهرة في جميع أنحاء التخطيط والتصميم ومراحل البناء في الموقع، أو من خلال وضع استراتيجيات جديدة في التعديل التحديثي والتطورات الصناعية القائمة.
"التكافل الصناعي" هو مفهوم ذو صلة بالمفهوم السابق ولكن مفهوم محدود أكثر في الشركات التي تتعاون في المنطقة للاستفادة من بعضها البعض والمنتجات وغير ذلك من تقاسم الموارد. في غولدنبرغغولدنبرغ، الدنمارك تكافل بشبكة نقل تصل بين محطة طاقة كهربائية بقدرة 1500 ميغا واط مع المجتمع والشركات الأخرى. الحرارة الفائضة من هذه المحطة تستخدم لتدفئة 3500 منزل محلي إضافة إلى مزرعة سمكية قريبة حيث يباع الحمأة «راسب طيني» فيها كسماد. البخار من محطة الطاقة يباع لالنوفو نورديسك، وهي شركة مصنعة للادوية والأنزيمات، بالإضافة إلى محطة ستاتويل. إعادة استخدام هذه الحرارة يقلل من كمية التلوث الحراري الموثر على المضيق البحري القريب منه. بالإضافة إلى ذلك، منتج الثانوي من محطة توليد الكهرباء وهو غاز ثاني أكسيد الكبريت الخالص الغسيل يحتوي على الجبس، والذي يتم بيعه إلى الشركة المصنعة للخزانات. تقريبا كل احتياجات الشركات المصنعة من الجبس يتمل تلبيتها بهذه الطريقة، مما يقلل من كمية حفر أماكن مخصصة لوضع الجبس فيها.وعلاوة على ذلك، الرماد المتطاير، والخبث من محطة توليد الكهرباء يتم تحسينها من اجل استخدامها لبناء الطرق وإنتاج الأسمنت. 
فيديو توضيحي لتجربة الدنمارك في التكافل الصناعي 
مخطط توضيحي لتطور هذا المفهوم بدءاً من العام 1961
التكافل الصناعي في غولدنبرغ لم ينشأ بوصفه مبادرة من أعلى إلى أسفل، ولكن بدلا من ذلك تطورت تدريجيا. وبما أن اللوائح البيئية أصبحت أكثر صرامة، كان دافع الشركات خفض تكاليف الامتثال، وتحويل منتجاتها إلى منتجات اقتصادية.
الايكولوجية تشير أيضا إلى ان الحدائق الصناعية كانت منهجاً اخضرا تجاه البنية التحتية وتطوير المواقع.هذا ويمكن أن تشمل البنية التحتية الخضراء ذات العلاقة بأنظمة الطاقة المتجددة وهي؛ مياه الأمطار، المياه الجوفية وإدارة المياه المستعملة؛ سطح الطرق، وطلبات إدارة النقل. ممارسات الابنية الخضراء ممكن ان تشجع أو تغطى مالياً.
الايكولوجيات غالبا ما تستخدم كحافز للتنويع الاقتصادي في المجتمع أو المنطقة التي تقع فيها. مستأجري المراسي، مثل حيوي قائم على المنتجات المصنعة أو تحويل النفايات إلى مرافق الطاقة، وما إلى ذلك، يمكن اجتذاب الأعمال التكميلية والموردين، والقمامات / إعادة التدوير، ومقدمي الخدمات والمستعملين النهائيين وغيرها من الشركات التي يمكن أن تستفيد من استراتيجيات الايكولوجية الصناعية. 
في كندا، ايكولوجية الحدائق الصناعية موجودة في جميع أنحاء البلاد وتتمتع بعض النجاح. وأفضل مثال على ذلك هو بيرن سايد بارك، في هاليفاكس في نوفا سكوتيا. بدعم من مركز الكفاءة الايكولوجية في جامعة دالهوزي، أكثر من 1500 شركة حسّنت ادائها البيئي وطوّرت ارباحها التشاركية.في وقت لاحق، اثنان من تطورات مجالات الصناعة الخضراء ظهرا في البيرتا} : حديقة تيكانوفا الصناعية وهي في قلب رمل النفظ أثاباسكاي، في حين حديقة انوفيستا صناعية  هي المدخل إلى جبال روكي غرب ~ 300 km إدمونتون.
ويقترح أن تكون ايكولوجية الحديقة الصناعية مستخدمة كوسيلة من وسائل النمو في قطاع الطاقة المتجددة. في حالة وجود محطات الطاقة الشميسة والضوئية، ايكولوجية الحديقة الصناعية يمكن أن تزيد من كفاءة الإنتاج لجعلها أفضل اقتصاديا، مع الحد من الآثار البيئية لإنتاج الخلايا الشمسية في نفس الوقت.في الجوهر، وهذا يساعد على نمو صناعة الطاقة المتجددة والفوائد البيئية التي تأتي مع استبدال أنواع الوقود الأحفوري.

## للمزيد من المطالعة
- ««تحضير ادنة الاسفلت». فينشر ألبرتا. أغسطس، 2008.
- «مناطق الحدائق الصناعية: المحافظة على ثروة من التطورات الصناعية. [وصلة مكسورة]بناء المجتمعات المستدامة الإلكتروني زين. [وصلة مكسورة]يناير 2009.[وصلة مكسورة]
- «ايكو المجمعات الصناعية ارتفاع في شعبية«. مجلة بيزنس إيدج. نوفمبر، 2008.

## الروابط الخارجية
- النيلي التنمية البيئية حديقة صناعية صفحة وكتيب
- القائمة وتطوير حديقة صناعية صديقة للمواقع في الولايات المتحدة
- الصناعية التكافل النشر
- التكافل في العمل الصناعي
- الانبعاثات الصفرية للأبحاث والمبادرات
- حديقة تيغانوفا الصناعية في فورت ماكموراي، أب، كندا
- حديقة انو فيستا الصناعية في هينتون، أب، كندا
- الكفاءة الإيكولوجية في مركز الزوالف، ونوفا سكوتيا، كندا